# Matthew Reilly
Matthew Reilly (* 2. Juli 1974 in Sydney) ist ein australischer Schriftsteller, der hauptsächlich Thriller schreibt. Mit Interceptor gab er 2022 sein Debüt als Drehbuchautor und Filmregisseur.

## Leben
Matthew Reilly interessierte sich in seiner Kindheit für Film und Theater und sah sich Theateraufführungen an, in welchen seine Eltern mitspielten.
Er studierte Jura und Kunst an der University of New South Wales und schrieb währenddessen im Alter von 19 Jahren seinen ersten Roman Contest. Da er keinen Verleger fand, entschied er sich Ende 1996, das Buch unter dem Namen Karanadon Entertainment selbst zu veröffentlichen. Er ließ 1000 Exemplare drucken und verkaufte sie für 8,00 australische Dollars pro Stück. Die Distribution dieser Bücher übernahm er selbst, indem er sie an sämtliche Buchläden in der Innenstadt von Sydney verteilte.
Anfang 1997 erhielt er ein Angebot über zwei Bücher vom australischen Verlag Pan Macmillan. Ende 1998 erschien Ice Station und verkaufte sich 170.000 Mal und wurde damit zu einem Bestseller. In den ersten beiden Jahren wurden zwei Nachdrucke des actionreichen Romans gedruckt. Das Buch wurde in über 12 Länder wie die USA, Großbritannien, Südafrika, Japan, VR China, Deutschland, Holland, Bulgarien und die tschechische Republik verkauft. 2002 wurde eine Option an den Filmrechten an Ice Station an Paramount Pictures verkauft (inzwischen abgelaufen).
Es folgte die Arbeit an seinem nächsten Roman Temple, der nach seinem Erscheinen 1999 ebenfalls ein Erfolg wurde und an zahlreiche Verlage in Übersee verkauft wurde.
Reilly unternahm Reisen an die Schauplätze seines nächsten Werks Area 7. In der Zwischenzeit wurde von Pan Macmillan eine überarbeitete Version von Contest erneut erfolgreich veröffentlicht. Nachdem mit Area 7 und Scarecrow auch die Nachfolger von Ice Station erfolgreich erschienen waren, wandte sich Reilly einem neuen Medium zu, indem er den achtteiligen Onlineroman Hover Car Racer im Internet veröffentlichte, der später auch als Buch erschien.
2005 erschien Seven Ancient Wonders, das den Leser zu den sieben Weltwundern der Antike führt und im Oktober 2007 The Six Sacred Stones fortgesetzt wurde. Im Oktober 2009 veröffentlicht Reilly sein nächstes Buch The Five Greatest Warriors als Fortsetzung von The Six Sacred Stones.
Nach dem Tod seiner Frau im Jahr 2011 sagte Reilly die restlichen Touren ab und kündigte an, seine Online-Aktivitäten zu pausieren.
2022 schrieb er zusammen mit Stuart Beattie das Drehbuch für den Netflix-Film Interceptor, mit dem er auch sein Regie-Debüt gab.

## Privates
Matthew Reilly ist Cricket-Fan und hat auch bei Spielen mit Stars wie INXS mitgewirkt. Sein Bruder Steven ist ebenfalls Schriftsteller. Reillys Frau Natalie verstarb im Jahr 2011.

## Stil
Reillys Schreibstil konzentriert sich auf Actionszenen im Stil von Hollywood und behandelt Dramatik sowie die Entwicklung der Charaktere erst als zweite Priorität. Seine Bücher sind actionreich mit detaillierten Beschreibungen von Waffen und Technologien. Meist sind auch Karten oder Skizzen der wichtigsten Orte im Buch enthalten. Die Handlung liegt zumeist Ende des 20. bzw. Anfang des 21. Jahrhunderts mit häufigen Rückblicken in die Geschichte.
Inspirationen erhält er aus Sachbüchern, der Tageszeitung, diversen Wissenschaftsmagazinen und aus Dokumentarfilmen.
Einer seiner Haupteinflüsse liegt bei seinem Lieblingsautor Michael Crichton, von dem das Tempo, die Technologien und die Begeisterung für eine Achterbahnfahrt innerhalb eines Thrillers stammen. Außerdem wurde er bezüglich der geopolitischen Verstrickungen stark von Tom Clancy beeinflusst.
Auch wurde er inspiriert von Hollywood-Regisseuren wie Steven Spielberg, George Lucas, John McTiernan, Jan de Bont und Rob Cohen. Zudem interessiert er sich für Regiekommentare von Ridley Scott und Michael Bay.
In seinem Buch Ice Station fand bereits eine Verfolgungsjagd mit Luftkissenbooten statt, bevor eine derartige Actionszene in Stirb an einem anderen Tag im Kino zu sehen war. In Ice Station, Temple, Scarecrow und Die Macht der sechs Steine findet sich eine Hommage an Jäger des verlorenen Schatzes. Wie Harrison Ford in diesem Film unter einen LKW klettert, verschwindet in allen vier Büchern die Hauptfigur unter einem Fahrzeug.

## Werke

### Romane

#### Übersicht deutschsprachige Titel
Reihe Shane „Scarecrow“ Schofield
- Ice Station, 1998
- Die Offensive, 2001
- Operation Elite, 2003
- Hell Island, 2006
- Arctic Fire, 2013

Reihe Jack West
- Das Tartarus-Orakel / Die sieben tödlichen Wunder, 2005
- Die Macht der sechs Steine / Die sechs heiligen Steine, 2007
- Der fünfte Krieger / Die fünf großen Krieger, 2010
- Die vier mystischen Königreiche, 9.2022
- Die drei geheimen Städte, 1.2023
- Die zwei verschollenen Berge, 7.2023
- Das eine unmögliche Labyrinth, 9.2023

Weitere Titel
- Showdown, 1996
- Der Tempel, 1999
- Auf Crashkurs, 2004 – 2008
- Der große Zoo von China, 2016
- Das Turnier, 2013
- Die Secret Runners von New York, 2019

#### Details zu ausgewählten Titeln
Showdown (1996, Contest)
Showdown handelt von einem Unfallchirurgen, der mit seiner Tochter in einen Wettkampf in der New York Public Library hineingerät. Er erfährt, dass es sich dabei um den Präsidian handelt, einen Wettkampf, der alle 1000 Jahre stattfindet und bei dem bereits der römische Kaiser Domitian mitgekämpft hatte. Bei diesem Wettkampf treten sieben Wesen aus verschiedenen Teilen der Galaxis gegeneinander an und versuchen, sich in Gladiator-Manier gegenseitig zu töten. Um die Kämpfer am Verlassen der Bibliothek zu hindern, wurde diese mit einem Kraftfeld geschützt. Um den Kampf zu erschweren, wurde außerdem ein gefräßiges Monster, der Karanadon, in die Bibliothek teleportiert. Der Präsidian endet, wenn nur noch ein Wettkämpfer am Leben ist und dieser sich auch dem Karanadon zur Wehr setzen konnte.
- ISBN 3-548-25711-9, Ullstein Verlag

Ice Station (1998)
Ice Station spielt in der Gegend um die Antarktis-Forschungsstation Wilkes-Station, die von den Stationen McMurdo, Dumont-d’Urville und Casey umgeben ist. James Renshaw entdeckt bei einer Bohrung im Eis ein riesiges Metallobjekt, um das ein wilder militärischer Kampf zwischen Eliteeinheiten des United States Marine Corps, unter der Leitung des Protagonisten Lt. Shane "Scarecrow" Schofield, des 1. Luftlande-Marineregiment der französischen Streitkräfte und des britischen Special Air Service entbrennt. Außerdem treiben im Wasser unterhalb der Station Killerwale ihr Unwesen und die US-amerikanische Regierung will den Vorfall durch eine zweite Einheit vertuschen lassen.
- ISBN 3-548-25045-9, Ullstein Verlag

Der Tempel (1999, Temple)
In einem Tempel in den Anden befindet sich eine Inkastatue, die im Auftrag der DARPA gefunden werden soll. Der Weg zur Statue, die aus einem Meteoriten geschnitzt ist, wird in einem Manuskript erläutert, für dessen Übersetzung der Sprachprofessor William Race von US Army engagiert wird. Immer wieder folgen Kapitel, in denen er das 1535 geschriebene Manuskript von Alberto Santiago, einem Priester und Zeitgenossen von Francisco Pizarro, liest. Es stellt sich heraus, dass der Tempel von riesigen schwarzen Raubkatzen und Kaimanen bewacht wird und das Götzenbild in der Lage ist, die Welt zu vernichten. Race findet sich bald in einem Kampf zwischen rivalisierenden Teilen der amerikanischen Streitkräfte und diversen Extremistenorganisation wieder.
- ISBN 3-548-25283-4, Ullstein Verlag, Spiegel-Bestsellerliste Taschenbuch-Belletristik: Platz 24 (28. Januar 2002)

Die Offensive (2001, Area 7)
Die Hauptperson dieses Buches ist erneut Shane Schofield, der inzwischen zum Captain befördert wurde und gerade den Präsidenten der USA auf einem Besuch der geheimen Militärbasis Area 7 (vgl. Area 51) der US Air Force begleitet, in der ein Impfstoff für ein tödliches Virus entwickelt wird. Ein skrupelloser General der Air Force übernimmt den Stützpunkt und will den Präsidenten, dem ein Sender eingepflanzt wurde, der im Falle des Todes des Präsidenten zur Vernichtung Nordamerikas führen würde, töten und die Jagd auf ihn im Fernsehen übertragen. Außerdem gibt es innerhalb dieser korrupten Eliteeinheit weitere Splittergruppen die jeweils eigene Ziele verfolgen. Schofield und seine Einheit versuchen diese feindliche Umgebung zu überstehen und den Präsidenten zu beschützen. Neben Schofield tauchen in diesem Buch wieder einige der Mitglieder seiner Einheit aus Ice Station auf. Darunter ist auch der Sohn eines liebenswürdigen Charakters der in Ice Station sein Leben verliert. Der Grund für dessen Auftritt war, dass Reilly dessen Tod von vielen Leuten übel genommen wurde.
- ISBN 3-548-25881-6, Ullstein Verlag, Spiegel-Bestsellerliste Taschenbuch-Belletristik: Platz 36 (30. August 2004)

Operation Elite (2003, Scarecrow)
Auch dieses Buch handelt, wie der Originaltitel schon vermuten lässt, wieder von Shane Schofield. Eine geheimnisvolle Gruppe von zwölf Milliardären, die größtenteils in der Rüstungsbranche tätig sind, beschließt den Tod von 15 Zielpersonen, auf die 18,6 Millionen US-Dollar Kopfgeld ausgesetzt werden. Die Männer auf der Todesliste gehören den höchsten militärischen Vereinigungen an: Mitglieder der CIA, des israelischen Geheimdienstes Mossad, Topterroristen und auch Shane Schofield. Dieser bekommt Wind von dem Plan und sucht rund um den Globus, in Sibirien, in Afghanistan, in London und an der amerikanischen Küste nach den Urhebern dieses Komplotts. Doch die Zeit drängt, denn die besten Kopfgeldjäger der Welt sind hinter ihm her.
Bis um zwölf Uhr US-Standardzeit soll sein Lebenslicht erlöschen, da er einer der wenigen Menschen ist, die ein neuartiges Waffensystem deaktivieren können. Dieses System will die Gruppe jedoch benutzen, um einen neuen Kalten Krieg anzuzetteln und dabei reich zu werden.
Schofield gelingt es zwar, die Bedrohung abzuwenden, aber er muss den Tod seiner zukünftigen Verlobten Elizabeth (Libby) „Fox“ Gant ertragen.
- ISBN 3-550-08446-3, Ullstein Verlag

Auf Crashkurs (2004 bis 2008, Hover Car Racer)
Ein achtteiliger Online-Roman, der eine jüngere Zielgruppe hat als seine vorherigen Werke. Er ist inzwischen auch als Buch erschienen.
- ISBN 1-4050-5063-2, Macmillan
- ISBN 978-3-548-26872-9, Ullstein Verlag

Das Tartarus-Orakel (2005, Seven Ancient Wonders)
Sein 2005 erschienenes Buch handelt davon, dass die Hauptperson Captain West und eine Gruppe aus acht weiteren Personen sich auf die Suche nach dem ominösen Schlussstein machen, der einst auf der Cheops-Pyramide stand, und sich somit auf die Spuren der sieben Weltwunder begeben. Auf dieser Jagd geraten sie jedoch zwischen die Fronten der USA und der Europäer, die sich ebenfalls auf die Suche begeben, um somit die ultimative Macht, den Schlussstein, zu bekommen.
- ISBN 3-550-08623-7, Ullstein Verlag

Die Macht der sechs Steine (2008, The Six Sacred Stones)
Sein zuletzt erschienenes Buch handelt davon, dass sich eine tödliche Sonne der Erde nähert und die Apokalypse droht. Die Katastrophe kann nur verhindert werden, wenn ein jahrtausendealter Schutzschild aktiviert wird. Ex-Soldat Jack West steht vor seiner größten Herausforderung.
- ISBN 978-3-471-30010-7, Ullstein Verlag

Der fünfte Krieger (Februar 2010, The Five Greatest Warriors)
Die Fortsetzung von 'Die Macht der sechs Steine'. Fieberhaft versuchen Captain Jack West und sein Team die Katastrophe abzuwenden: In wenigen Tagen wird eine zerstörerische Sonne alles menschliche Leben vernichten. Nur die Aktivierung eines uralten Schutzmechanismus bringt die Rettung. Internationale Geheimdienste haben die Jagd aufgenommen: Denn der Schutzschild verspricht uneingeschränkte Herrschaft. Den entscheidenden Hinweis liefert West eine alte Inschrift. Sie kündet von den größten Kriegern der Geschichte. Vier sind schnell entschlüsselt, doch wer ist der fünfte? Jener, der am Tag des Jüngsten Gerichts über das Schicksal der Welt richtet.
- ISBN 978-3-471-30011-4, Ullstein Verlag

Arctic Fire (2013, Scarecrow and the Army of Thieves)
Eigentlich wollte die CIA Captain Shane Schofield, genannt Scarecrow, loswerden. Zu oft hat er sich mit seinen unkonventionellen Arbeitsmethoden Feinde gemacht. Doch jetzt droht die Vernichtung der gesamten nördlichen Halbkugel durch eine Superwaffe mit einem Kern aus rotem Uran – noch viel schlimmer und gefährlicher als eine Atombombe. Nur Scarecrow kann die Katastrophe verhindern. Ihm bleiben ganze fünf Stunden, um in der eisigen Kälte der Arktis die Terroristen aufzuspüren und zu besiegen.
- ISBN 978-3-471-35090-4, List Verlag

Das Turnier (2013, The Tournament)
Der Roman beschreibt ein (fiktives) Schachturnier, zu dem Sultan Süleyman I. im Jahr 1546 die besten Schachspieler aller Nationen nach Konstantinopel einlädt. Der Engländer Roger Ascham reist mit seiner Schülerin, der späteren Königin Elisabeth I., dorthin und muss während des Turniers mehrere Mordfälle aufklären.
Die Secret Runners von New York (2019, The Secret Runners of New York)
Der Roman beschreibt eine Apokalypse, ausgelöst durch eine Gammawolke. Die sogenannten Secret Runners können jedoch durch ein Portal 22 Jahre in die Zukunft reisen.
- ISBN 978-3-86552-809-4, Festa Verlag

### Kurzgeschichten
- The Mine (4 Teile), erschienen 2000 in The Sydney Morning Herald
- The Fate Of Flight 700, erschienen 2001 im Tropfstein-Magazin The Tropfest
- A Bad Day at Fort Bragg, erschienen 2001 in The Bulletin
- Altitude Rush, erschienen 2001 in Girl's Night In 2: Gentlemen by Invitation, Penguin
- The Rock Princess and the Thriller Writer, erschienen 2002 in The Bulletin
- Hell Island, Kurzgeschichte mit Shane Schofield, 2009, Ullstein Taschenbuch (ISBN 3-548-26950-8)

### Drehbuch & Regie
- 2022: Interceptor